# Retorno al hogar

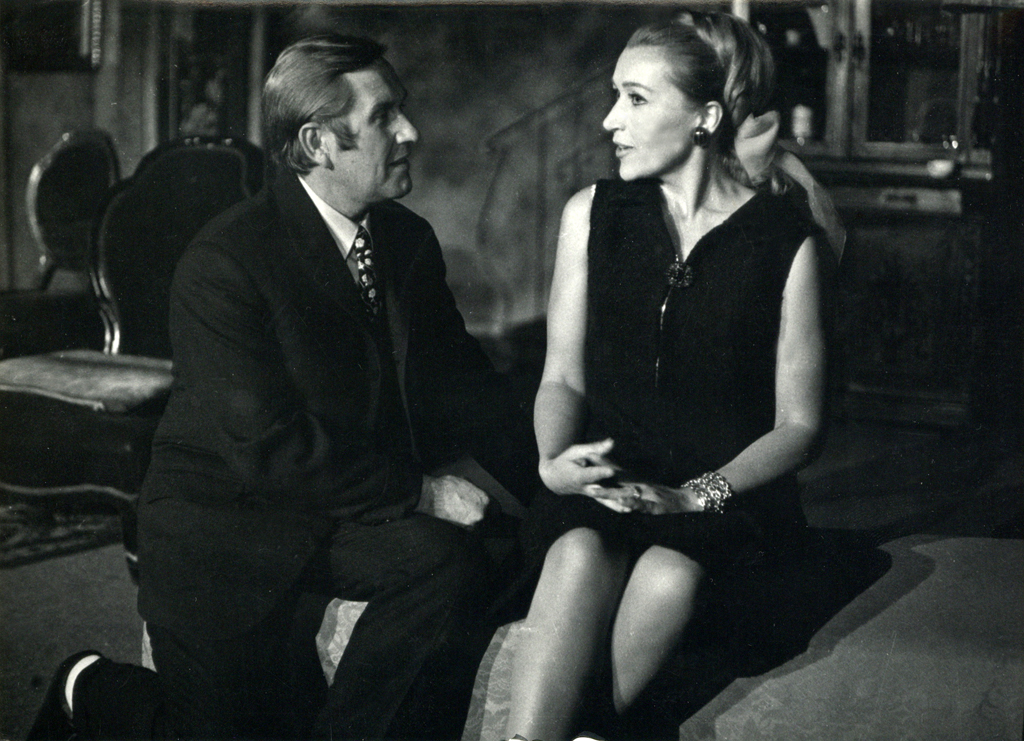
Harold Pinter, Vrnitev, Drama SNG v Ljubljani

Retorno al hogar (The Homecoming en su idioma original) es una obra de teatro en dos actos del dramaturgo británico Harold Pinter, estrenada en 1965.

## Argumento
La obra se centra en el regreso a casa londinense de Teddy, un profesor de Filosofía residente en Estados Unidos, junto a su esposa Ruth y el encuentro con su padre Max, carnicero jubilado, sus hermanos Lenny y Joey y su tío Sam, Chófer.

## Representaciones destacadas
- Aldwych Theatre, Londres, por la Royal Shakespeare Company. 3 de junio de 1965. Estreno.
  - Dirección: Peter Hall.
  - Intérpretes: Paul Rogers (Max), Ian Holm (Lenny), John Normington (Sam), Terence Rigby (Joey), Michael Bryant (Teddy), Vivien Merchant (Ruth).

- Schlosspark-Theater, Berlín, 1965. (Die Heimkehr).
  - Dirección: Hans Schweikart.
  - Intérpretes: Bernhard Minetti, Rolf Schult, Rudolf Fernau, Hermann Ebeling, Lothar Blumhagen, Eva-Katharina Schultz.

- Théâtre de Paris, París, 1966. (Le Retour).
  - Dirección: Claude Régy.
  - Intérpretes: Pierre Brasseur (Max), Claude Rich (Lenny), Jacques Rispal (Sam), Yves Arcanel (Joey),  Jean Topart (Teddy), Emmanuelle Riva (Ruth).

- Teatro Marquina, Madrid, 1970.[3] En función única.[4]
  - Dirección: Luis Escobar.
  - Intérpretes: Simón Andreu, María Cuadra, Félix Dafauce.

- Théâtre de l'Atelier, París, 1994.
  - Dirección: Bernard Murat.
  - Intérpretes:  Jean-Pierre Marielle (Max), Patrick Chesnais (Lenny), Roger Dumas (Sam), Guillaume Depardieu (Joey), François Berléand (Teddy), Marie Trintignant (Ruth).

- Sala Olimpia, Madrid, 1994.[5]
  - Dirección: María Ruiz.
  - Escenografía: Andrea d'Odorico.
  - Vestuario: Sonia Grande.
  - Intérpretes: Juanjo Menéndez, Patricia Adriani, Eduardo Fernández, Juan Calot, Modesto Fernández, Javier Cámara.

- Cort Theatre, Broadway, Nueva York, 2007.
  - Dirección: Daniel Sullivan.
  - Intérpretes: James Frain (Teddy), Ian McShane (Max), Raul Esparza (Lenny), Michael McKean (Sam), Eve Best (Ruth), Gareth Saxe (Joey).

- Teatro Nacional de Cataluña, Barcelona, 2007. (Tornar a casa).[6]
  - Dirección: Ferran Madico.
  - Intérpretes: Francesc Lucchetti, Àurea Márquez, Albert Triola, Jacob Torres.

- Almeida Theatre, Londres, 2008. 
  - Intérpretes: Kenneth Cranham, Neil Dudgeon, Danny Dyer, Jenny Jules, Nigel Lindsay.

- Teatro del Odéon, París, 2012.
  - Dirección: Luc Bondy.
  - Intérpretes: Bruno Ganz (Max), Jérôme Kircher (Teddy), Micha Lescot (Lenny), Pascal Greggory (Sam), Emmanuelle Seigner (Ruth), Louis Garrel (Joey).
- Teatro Tribueñe, Madrid, 2015, en cartelera (Regreso al Hogar).
  - Dirección: Irina Kouberskaya.
  - Intérpretes: Fernando Sotuela (Max), David García (Lenny), Miguel Ángel Mendo (Sam), Miguel Pérez-Muñoz (Joey), Pablo Mugica (Teddy), Rocío Osuna / Irene Polo (Ruth).